# 佐世保市立江迎小学校
佐世保市立江迎小学校（させぼしりつ えむかえしょうがっこう、Sasebo City Emukae Elementary School）は、長崎県佐世保市江迎町中尾にある公立小学校。

## 概要
歴史
1874年（明治7年）に当時の村名にちなみ「長坂小学校」として創立。校名に「江迎」が入るようになったのは1923年（大正12年）。2014年（平成26年）に創立140周年を迎えた。
学校教育目標
「夢を持ち、自ら学び、心豊かで心身ともに元気な児童を育成する」
校章
校歌
作詞は市瀬正生、作曲は雨宮伊之助による。歌詞は3番まであり、各番に校名の「江迎小学」が登場する。
校区
「長崎県佐世保市江迎町」の後に「梶ノ村、飯良坂、北田、根引、栗越、箙尾、中尾、長坂、末橘、三浦、北平、小川内、乱橋、赤坂、上川内、埋立、奥川内（一部）」が続く地域（江迎北部地区）。中学校区は佐世保市立江迎中学校。

## 沿革
- 1874年（明治7年）9月1日 - 第五大学区第四中学区[2]の小学校として「長坂小学校」が開校。
  - 松浦郡長坂村庄屋跡（平屋建て、現在の佐世保市役所江迎支所裏の丘）を校舎とする。
  - 佐々村で小学私塾を開いていた秋永敬次郎を校長兼訓導（教諭）とする。
- 1877年（明治10年）- 校舎を増築。
- 1878年（明治11年）- 郡制の施行により、松浦郡が東西南北4郡に分割され、北松浦郡に属することとなる[3]。
- 1881年（明治14年）- 小学校教則綱領の制定により初等科（修業年限3年）を設置し、「公立初等長坂小学校」に改称。
- 1882年（明治15年）- 校舎を増築。
- 1884年（明治17年）- 中等科（修業年限3年）を設置し、「公立中等長坂小学校」に改称。
- 1886年（明治19年）9月 - 小学校令が施行される。
  - 尋常科（修業年限4年）を設置の上「尋常長坂小学校」として独立。
  - 佐々村（現・佐々町立口石小学校校地）に長崎県第十三高等小学校が設置される[4]。
- 1889年（明治22年）4月1日 - 町村制の施行により、長坂村と猪調村が合併し江迎村が発足。これにより、江迎村立の小学校となる。
- 1892年（明治25年）6月 - 長崎県第十三高等小学校が廃止され、佐々村とその周辺の村の計8村で学校組合を組織した上で「組合立口石高等小学校」が設置される。校地・校舎は第十三高等小学校のものを継承。
- 1893年（明治26年）4月 -「長坂尋常小学校 」に改称。
- 1894年（明治27年）- 校舎の全面改築を行う。
- 1897年（明治30年）- 口石高等小学校[5]を運営する学校組合から脱退したため、高等科を併置の上、「長坂尋常高等小学校 」に改称（尋常科4年・高等科4年）。
  - 隣村の鹿町[6]村からも尋常小学校を修了した児童で高等科進学を希望する児童が通学することとなる。江迎村と鹿町村の間で高等小学校の共同（組合）設置・運営に関して協議がもたれたが、結局共同の設置とはならなかった。
- 1898年（明治31年）- 校舎を増築。
- 1904年（明治37年）4月 - 鹿町村の歌ヶ浦尋常小学校に高等科が併置されたことから、鹿町村からの高等科通学者が減少。
- 1908年（明治41年）
  - 4月1日 - 小学校令の改正により、義務教育年限（尋常科の修業年限）が4年から6年に延長される。
    - 旧高等科1年を尋常科5年、旧高等科2年を尋常科6年、旧高等科3年を高等科1年、旧高等科4年を高等科2年に振り替える。

  - この年 – 校舎1棟を増築。
- 1917年（大正6年）4月 -高等科の修業年限を3年とする（後に2年に戻る）。
- 1919年（大正8年）- 長坂実業補習学校を併置。
- 1920年（大正9年）8月 - 本館が完成。
- 1921年（大正10年）8月 - 西校舎が完成。
- 1922年（大正11年）6月 - 東校舎が完成。
- 1923年（大正12年）4月1日 - 「江迎尋常高等小学校」に改称。
- 1924年（大正13年）4月5日 - 校舎を改築。
- 1926年（大正15年）7月 - 併設の実業補習学校が青年訓練認定となる。
- 1935年（昭和10年）6月 - 青年学校令の施行により、併設の実業補習学校が「江迎青年学校」に改称。
- 1940年（昭和15年）4月1日 - 江迎村が町制を施行し江迎町となる。これにより、江迎町立の小学校となる。
- 1941年（昭和16年）4月1日 - 国民学校令の施行により、「江迎町江迎国民学校」に改称。尋常科を初等科に改める（初等科6年・高等科2年）。
- 1944年（昭和19年）7月17日  - 海洋少年団を結成。
- 1947年（昭和22年）4月1日 - 学制改革（六・三制の実施）が行われる。
  - 国民学校の初等科が改組され、「江迎町立江迎小学校」となる。
  - 国民学校の高等科と青年学校の普通科が改組され、「江迎町立江迎中学校」（新制中学校）が発足。中学校に小学校校舎の一部を貸与。
- 1949年（昭和24年）5月21日  - 保護者会を解散し、PTAを結成。
- 1953年（昭和28年）11月2日 - 脱脂粉乳給食を開始。
- 1955年（昭和30年）4月11日 - 完全給食を開始。
- 1956年（昭和31年）11月10日 - 新校舎（講堂兼用教室）が完成。
- 1959年（昭和34年）5月 - 在籍児童数が最大の1,222名（24学級）を記録する。
- 1963年（昭和38年）5月7日 - 長雨により校舎裏の土地で地滑りが発生。この後5ヶ月かけて地滑り対策工事が施される。
- 1972年（昭和47年）4月 - 鹿町町と江迎町が共同で学校給食の調理を開始（鹿町江迎学校給食センターが開設される）。
- 1974年（昭和49年）- 創立100周年記念式典を挙行。
- 1976年（昭和51年）8月 - 鉄筋コンクリート造の新校舎が完成。
- 2003年（平成15年）- 校舎・体育館の大規模改修・耐震工事が完了。
- 2010年（平成22年）3月31日 - 市町村合併より、「佐世保市立江迎小学校」（現校名）に改称。

## アクセス
最寄りの鉄道駅
- MR松浦鉄道 西九州線　「江迎鹿町駅」

最寄りのバス停
- 西肥自動車（西肥バス）「江迎」バス停（江迎バスセンター）

最寄りの国道・県道
- 国道204号
- 長崎県道61号御厨田代江迎線

## 周辺
- 佐世保市役所江迎支所
- 江迎地区公民館・生涯学習センター
- 江迎町農業加工所よもぎ会
- ハローワーク江迎
- 江迎郵便局
- 江迎警察署
- 認定こども園江迎幼稚園・江迎保育園
- 寿福寺

## 関連事項
- 長崎県小学校一覧
- 佐世保市小学校一覧